# Szara plamistość liści pomidora

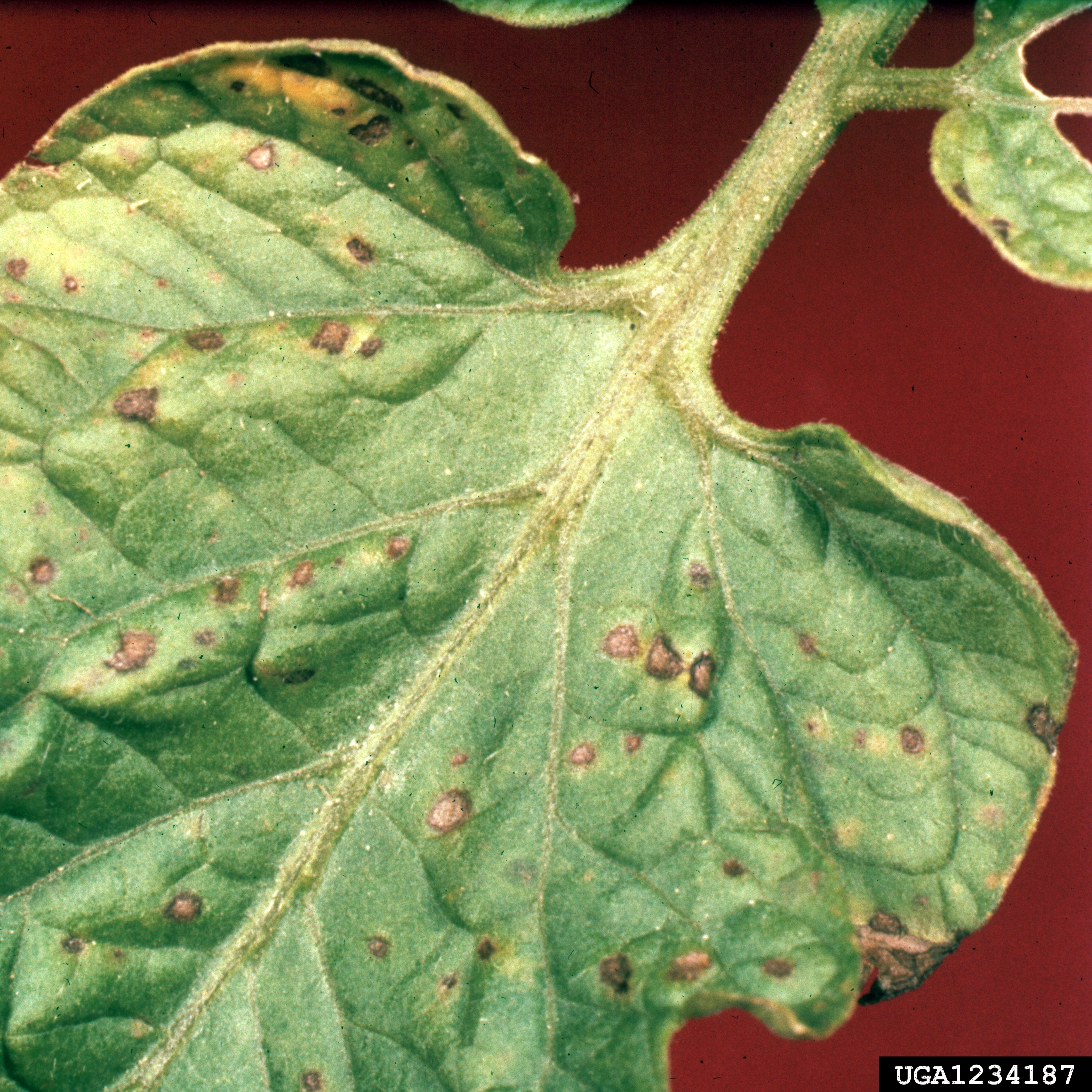
Liść pomidora porażony przez S. solani

Szara plamistość liści pomidora (ang. grey leaf spot of potato) – grzybowa choroba pomidora wywołana przez mikroskopijnego grzyba Stemphylium solani.
Grzyb atakuje ziemniaka, pomidora i inne gatunki z rodziny psiankowatych. Na liściach pomidora powoduje małe szare plamy z żółtą otoczką, które ostatecznie stają się nekrotyczne, wysychają i pękają. Ciemne masy konidioforów tworzą się na brzegach plamy na obu powierzchniach liści. Przy dużym natężeniu choroby dochodzi do defoliacji. W rozsadnikach defoliacji towarzyszy wyraźne żółknięcie sadzonek.
W USA stwierdzono, że izolaty S. solani pobrane z pomidora zakażają tylko pomidory, izolaty S. solani pobrane z łubinu atakowały łubin, ale pomidory tylko nieznacznie. Zmienność patogeniczności w zależności od żywicieli odnotowano również w Brazylii.